# Edward Raymond Drakich
Edward Raymond Drakich (* 30. September 1962 in Windsor) ist ein kanadischer Volleyball- und Beachvolleyballspieler. Seit dem Ende seiner Spielerkarriere arbeitet er als Trainer und Funktionär.

## Karriere Halle
Drakich begann seine Karriere 1981 an der University of Toronto, wo er bis 1985 in der Universitätsmannschaft spielte und einige Einzelauszeichnungen gewann. Später spielte er unter anderem in der deutschen Bundesliga. 1985 gab er sein Debüt in der kanadischen Nationalmannschaft. Mit der kanadischen Auswahl nahm er 1987 an den Panamerikanischen Spielen teil.

## Karriere Beach
Drakich spielte seine ersten Turniere 1989 auf der AVP-Tour und 1991 beim Open-Turnier in Rio de Janeiro mit John Canjar. In Cattolica kam er als Sechster erstmals in die Top Ten. Mit seinem neuen Partner John Child erzielte er als Achter 1992 in Lignano und 1993 in Rio de Janeiro sowie als Siebter in Enoshima weitere Top-Ten-Ergebnisse. Beim ersten Turnier 1994 verpassten Drakich/Child als Vierter nur knapp die Medaillen. In Rio, Enoshima und Carolina belegten sie anschließend die Plätze sechs, neun und sieben.
1995 bildete Drakich ein neues Duo mit Marc Dunn. In Clearwater und Lignano kamen sie auf den 13. Rang. Außerdem gab es einige 17. Plätze, bevor sie in Carolina als Neunter erstmals gemeinsam in die Top Ten kamen. Sie beendeten die World Tour 1995 mit einem 13. Platz in Kapstadt. Das gleiche Ergebnis erreichten sie 1996 in Rio de Janeiro und Hermosa Beach. Außerdem qualifizierten sie sich für die Olympischen Spiele 1996 in Atlanta. Dort unterlagen sie im ersten Spiel dem australischen Duo Prosser/Zahner. In der Verlierer-Runde schieden sie mit einer Niederlage gegen die Italiener Ghiurghi/Grigolo aus.

## Trainer und Funktionär
Nach seiner Karriere als Spieler arbeitete Drakich als Trainer. Er trainierte Mannschaft der University of Toronto ebenso wie einige Beachvolleyball-Teams. Außerdem übernahm er diverse Aufgaben als Funktionär. Als Turnierdirektor beim Beachvolleyball organisierte er Open-Turniere der World Tour in Montreal, Toronto und Québec. 2004 wurde er vom kanadischen Verband zum technischen Direktor ernannt. An gleicher Stelle arbeitete er später als „Beach High Performance Director“. Für die FIVB war er als Supervisor und bei den Olympischen Spielen 2008 als technischer Offizieller tätig.